# Macrozamia dyeri
Macrozamia dyeri är en kärlväxtart som först beskrevs av Ferdinand von Mueller, och fick sitt nu gällande namn av Charles Austin Gardner. Macrozamia dyeri ingår i släktet Macrozamia och familjen Zamiaceae. IUCN kategoriserar arten globalt som livskraftig. Inga underarter finns listade i Catalogue of Life.